# Robert de Bruce (6e lord d'Annandale)
Pour les autres membres de la famille, voir Famille Bruce.
Pour les articles homonymes, voir Robert VI, Robert Bruce et Bruce.
Robert de Bruce (Robert VI Bruce) (1243 – 1304), 6e lord d'Annandale, comte de Carrick en droit de sa femme, fut un seigneur écossais.

## Origine
Il était le fils et héritier de Robert V Bruce le Compétiteur († 1295), qui à partir de 1290 réclama la succession au trône d'Écosse, étant l'un des deux principaux prétendants au trône.

## Biographie
Dès 1278 Robert VI de Bruce prête hommage lige pour ses fiefs anglais à Édouard Ier d'Angleterre qu'il avait accompagné lors de sa Croisade de 1269/1270.
En 1284 il est présent à Scone, lorsque les droits à la succession de son grand-père sont reconnus par la noblesse à la jeune Marguerite. Toutefois le 20 septembre 1286 avec son père et d'autres nobles il participe à la « Ligue de Turnberry » qui tente d'annuler cet accord. Cependant il est un des signataires du traité de Brigham du 14 mars 1290 conclu avec le roi d'Angleterre prévoyant l'union de Marguerite avec le futur Édouard II et qui sera rendu caduc par le décès prématuré de la jeune reine.
Il soutient alors son père qui dispute le trône à John Balliol et qui a conclu un accord le 14 juin 1292 avec l'un des autres prétendants Florent V de Hollande. Après la mort de son épouse en 1292 il renonce au comté de Carrick en faveur de son fils Robert. À cette époque il se rend en Norvège lors du mariage de sa fille Isabelle avec le roi Éric II de Norvège, père de la défunte reine Marguerite Ire et lui aussi prétendant potentiel au trône d'Écosse .
Lorsque le roi Jean Ier d'Écosse tente de préserver son indépendance vis-à-vis de son puissant suzerain anglais Robert VI de Bruce s'allie au roi d'Angleterre Édouard Ier, pour triompher de son rival. Jean Ier par vengeance le prive de son fief d'Annandale qu'il remet avec le château de Lochmaben à John III Comyn. Après la capture de Jean de Baliol à la suite de la Bataille de Dunbar il est trompé par le monarque anglais qui, après la victoire refuse de lui donner le trône selon Andrew Wyntoun. Néanmoins à la mort de son père il prête une nouvelle fois hommage au roi Édouard Ier d'Angleterre pour ses fiefs anglais le 4 juin 1295.
Robert VI Bruce quitte alors l'Écosse et se retire dans ses fiefs anglais où il meurt en 1304. Il est inhumé à l'abbaye de Holmcultram dans le Cumberland.

## Famille et descendance
Il avait épousé Margaret de Carrick, comtesse de Carrick († 1292). Ils eurent pour descendance:
1. Robert the Bruce, devint Robert Ier d'Écosse
2. Édouard Bruce ;
3. Thomas Bruce, exécuté à Carlisle en 1307 sur ordre d'Édouard Ier d'Angleterre ;
4. Alexander Bruce, exécuté à Carlisle en 1307 sur ordre d'Édouard Ier d'Angleterre ;
5. Nigel Bruce, exécuté à Berwick en 1306 sur ordre d'Édouard Ier d'Angleterre ;
6. Christina Bruce épouse en 1292 Gartnait comte de Mar († 1305) puis Christopher Seton (exécuté à Dumfries en 1306) puis enfin Andrew Murray de Bothwell ;
7. Mary Bruce épouse Neil Campbell († 1315) dont John comte d'Atholl († 1333) puis en secondes noces vers 1316 Alexandre Fraser ;
8. Isabelle Bruce († 1358) épouse en 1293 du roi Éric II de Norvège ;
9. Matilda Bruce épouse Hughes comte de Ross († 1333);

## Culture populaire
Robert VI Bruce apparaît au cinéma en 1995 sous les traits de l'acteur britannique Ian Bannen dans le film Braveheart réalisé par Mel Gibson.